# Pseudastroma
Pseudastroma är ett släkte av insekter. Pseudastroma ingår i familjen Proscopiidae.
Kladogram enligt Catalogue of Life:
| Pseudastroma | \| \| Pseudastroma gracilis \| \| \| \| \| \| Pseudastroma perducta \| \| \| \| |
|              | \| \| Pseudastroma gracilis \| \| \| \| \| \| Pseudastroma perducta \| \| \| \| |
|              | Pseudastroma gracilis                                                           |
|              |                                                                                 |
|              | Pseudastroma perducta                                                           |
|              |                                                                                 |